# Сені-ле-Сурс
Сені-ле-Сурс (фр. Cesny-les-Sources) — муніципалітет у Франції, у регіоні Нижня Нормандія, департамент Кальвадос. Сені-ле-Сурс утворено 1 січня 2019 року шляхом злиття муніципалітетів Аквіль, Анговіль, Сені-Буа-Альбу, Пласі i Турнебю. Адміністративним центром муніципалітету є Сені-Буа-Альбу. Населення — 1390 осіб (01.01.2021).